# Владимировка (Новоукраинский район)
Владимировка (укр. Володимирівка) — село в Добровеличковской поселковой общине Новоукраинского района Кировоградской области Украины.

## История
В июле 1995 года Кабинет министров Украины утвердил решение о приватизации находившегося здесь сахарного завода.
По переписи 2001 года население составляло 18 человек.
Летом 2001 года было возбуждено дело о банкротстве сахарного завода, 1 марта 2002 года он был признан банкротом и началась процедура его ликвидации.
До 2020 года село входило в Добровеличковский район